# 용강중학교 (서울)
용강중학교(龍江中學校)는 대한민국 서울특별시 용산구 이촌동에 있는 공립 중학교이다.

## 학교 연혁
- 1968년 11월 1일 : 교명 용산여자중학교 초대 김종협 교장 취임
- 1969년 3월 3일 : 개교식 및 1969학년도 입학식(1,049명)
- 1972년 1월 15일 : 제1회 졸업식(1,002명)
- 1990년 3월 1일 : 용강중학교로 교명 변경
- 2021년 9월 1일 : 제16대 이평근 교장 취임
- 2023년 1월 6일 : 제52회 졸업 287명, 총 졸업생수 31,945명

## 참고 자료
- 용강중학교 - 한국교육학술정보원 학교알리미